# أليكساندر ليسون
أليكساندر ليسون ((بالروسية: Александр Леонидович Лесун)‏؛ ولد في 1 تموز 1988) متسابق روسي في الخماسي الحديث. وهو حائز عدة مرات على الميداليات على مستوى العالم وفي البطولات الأوروبية وهو حاليا متصدر التصنيف في الخماسي الحديث في العالم من قبل الاتحاد الدولي لكرة الخماسي مودرن (UIPM).

## روابط خارجية
- أليكساندر ليسون على موقع الاتحاد الدولي للخماسي الحديث (الإنجليزية)
- أليكساندر ليسون على موقع اللجنة الأولمبية الدولية (الإنجليزية)
- أليكساندر ليسون على موقع أوليمبيديا (الإنجليزية)